# Gustavo Bartelt
Gustavo Javier Bartelt (Buenos Aires, 2 de septiembre de 1974) es un exfutbolista argentino que se desempeñó como delantero. Fue asistente presidencial y director técnico de All Boys. En su carrera como futbolista tiene una marca de 43 goles en 223 partidos jugados. Debutó con la camiseta de All Boys en el año 1993 donde consiguió la marca de 23 goles.

## Trayectoria

### Como jugador

#### En Argentina
Gustavo Bartelt comenzó su carrera en All Boys en la Segunda División Argentina. Luego de jugar un año El Facha estuvo inactivo durante un año porque no estaba seguro de que ser jugador profesional de fútbol era el camino correcto su vida.
Hizo varias temporadas en All Boys, en las cuales marca 27 goles en 92 partidos. Gracias a estos logros se ganan la transferencia a Club Atlético Lanús, donde desempeño una temporada muy buena, con 13 goles en 18 partidos (en Primera División Argentina). Su nivel de juego le hizo ganar el interés de los clubes de Europa, por lo tanto es comprado por el AS Roma de Italia para jugar en la Serie A.

#### En Europa
Cuando llega al AS Roma, fuertemente deseado por Zdenek Zeman, la velocidad era su mejor dote. Su primera temporada jugó solo 12 veces, marcó 7 goles. Tuvo pocas presencias debido a que también se encontraban Francesco Totti, Marco Delvecchio y Paulo Sergio desempeñando una muy buena temporada en el equipo. Al año siguiente Vincenzo Montella llegó al AS Roma, a pesar de Carmine Gautieri y Paulo Sergio habían dejado el equipo, las asistencias de Bartelt fueron muy pocas (solo 3). Luego de dejar AS Roma fue a probar suerte a Inglaterra en el Aston Villa pero no entró en ningún partido por lo tanto pasó al Rayo Vallecano. Jugó 12 partidos, en los que marcó un solo gol (el primero y único de su carrera en Europa). Al final de la temporada tuvo un problema con los pasaportes para volver a Argentina pero finalmente fue absuelto.

#### El retorno a Argentina
Por el problema del pasaporte El Facha estuvo 2 años inactivo, sin poder jugar. Para su regreso al fútbol argentino jugó para Gimnasia y Esgrima de La Plata , Talleres de Córdoba y Gimnasia y Esgrima de Jujuy donde solo convirtió un gol jugando para Gimnasia y Esgrima de La Plata justamente contra su exequipo, Lanús.

#### El regreso a su club de origen
Luego de estar 2 años alejado completamente del fútbol, regresa a All Boys para salir campeón en la Primera "B" Metropolitana y regresar a su club de origen a la Segunda División. Para su retorno al fútbol le costó mucho ganarse la titularidad por falta de pretemporadas.
Luego de una temporada aceptable en la Primera B Nacional, el facha rescindió su contrato con el club de sus orígenes porque no iba a ser tenido en cuenta para el próximo campeonato. A pesar del ofrecimiento de su exentrenador Ricardo Rodríguez para jugar en Talleres de Remedios de Escalada en la Cuarta División del fútbol argentino,
A principios del 2011 volvió a integrarse al plantel para finalizar su retiro en la Primera División de Argentina con el club que lo vio nacer futbolísticamente.
En ese torneo (donde compartió puesto con Ortega, Zárate y Fabbiani, entre otros) debutó en la última fecha contra Godoy Cruz, en la ciudad de Mendoza; ingresando a los 30 minutos del segundo tiempo y con un gran apoyo y clamor de la hinchada de All Boys.

### Como entrenador
El 10 de febrero del 2019 se confirmó desde la institución de Floresta la dupla técnica conformada por Pablo Solchaga y Gustavo Bartelt para lo que resta de la temporada 2018-19.

## Clubes

### Como jugador
| Club                        | País       | Año       |
| --------------------------- | ---------- | --------- |
| All Boys                    | Argentina  | 1993-1997 |
| CA Lanús                    | Argentina  | 1998      |
| AS Roma                     | Italia     | 1998-2000 |
| Aston Villa                 | Inglaterra | 2000-2001 |
| Rayo Vallecano de Madrid    | España     | 2001-2003 |
| Gimnasia y Esgrima La Plata | Argentina  | 2003-04   |
| Talleres de Córdoba         | Argentina  | 2005      |
| Gimnasia y Esgrima Jujuy    | Argentina  | 2005-2006 |
| All Boys                    | Argentina  | 2008-2011 |

### Como entrenador
| Club     | País      | Año  |
| -------- | --------- | ---- |
| All Boys | Argentina | 2019 |

## Palmarés

### Campeonatos nacionales

#### Como jugador
| Título                  | Club     | País         | Año     |
| ----------------------- | -------- | ------------ | ------- |
| Campeonato de Primera B | All Boys | Buenos Aires | 2007/08 |

### Otros reconocimientos

#### Como entrenador
| Título                     | Club     | País      | Año  |
| -------------------------- | -------- | --------- | ---- |
| Ascenso a Segunda División | All Boys | Argentina | 2019 |